# Grofje Ebersberški
Močna in bogata bavarska družina grofov Sempt-Ebersberg, tudi grofje Sempt ali 'grofje Ebersberški', izvira iz časa koroškega cesarja Arnulfa († 899) pri grofu Sighartu († 906) iz družine Sieghardingerjev in konča z grofom Adalberom II. leta 1045. Grofje Sempt-Ebersberški so bili tudi prvi mejni grofje Kranjske marke; Kot taki so vladali od leta 1004 do izumrtja družine. Včasih se je njihova oblast zaradi premetene poročne politike in dedovanja razširila od zgornjebavarskih mest Ebersberg in Erding do današnje Koroške. Leta 934 so grofje ustanovili samostan Ebersberg . Leta 1036 je bilo območje razširjeno čez Savinjsko marko.

## Glavna rodbinska lista
Sighart (ok. 887–906), grof Alemanije, prejel Sempt ⚭ Gotini (Gottina)
- Ratold (okrog 890–919), mejni grof v Karantaniji ⚭ Engilmut
  - Eberhard I. († 959), grof  na Amperju, ustanovitelj Samostana Ebersberg 934
  - Sv. Lantpert Freisinški,  (* okrog 895 (?) v Ebersbergu; † 19. september 957 v Freisingu, od 937 do 957 Freisinški škof), legendarni ustanovitelj Landsberieda
  - Adalbero I. (928/34–965/69), mejni grof Kranjske, soustanovitelj Samostana Ebersberg ⚭ Liutgarda Dillingenska, nečakinja škofa  Ulrika Augsburškega
    - Hadamut, ⚭ grof Markvart III. Viehbachški (Eppensteinci)
    - Ulrik (okrog 970–1029), grof Ebersberški, mejni grof Kranjske (1004–1011), ⚭ Richgart (Richardis) Viehbachška (Eppensteinka), sestra Markvarta III.
      - Adalbero II. (1029–1045), grof Ebersberški ⚭ Richlint (Welfin) († 12. junij 1045 v nesrečni zrušitvi gradu Persenbeug)
      - Eberhard II. (1037–1041/42), mejni grof Kranjske (1040–42), grof Ebersberški, ustanovitelj Samostana Geisenfelda 1037 ⚭ Adelheid iz Saške
      - Tuta (Judith), ⚭ Sighart, grof v Chiemgau († 1046)
      - Willibirg (okrog 1020–1056) ⚭ grof Werigand Istrsko-Furlanski
        - Gerbirg, opatinja v Geisenfeldu
        - Liutgard, nuna v Geisenfeldu
        - Hadamut ⚭ grof Poppo I.  Weimarski, mejni grof Istrski 
          - Potomci (glej Weimarske(plemiška rodbina))

    - Willibirg ⚭ Babo (Poppo) (okrog 957, † 975), grof v Paaru, mejni grof Krajnske 973

  - Willibirg († 989/85) ⚭ Eticho II. (Welfe)

## Spletne povezave
- Rodoslovje Ebersberških (PDF; 504 kB)
- Kartular samostana Ebersberg. V: Friedrich Hektor Hundt, razprave k. bavarski. Akademija znanosti III. CI. XIV. Zvezek III. Opat.